# ناحیه بیتس، میشیگان
ناحیه بیتس (به انگلیسی: Bates Township) یک منطقهٔ مسکونی در ایالات متحده آمریکا است که در شهرستان آیرون، میشیگان واقع شده‌است.
 ناحیه بیتس ۳۴۰٫۱ کیلومتر مربع مساحت و ۱٬۰۲۱ نفر جمعیت دارد و ۴۶۱ متر بالاتر از سطح دریا واقع شده‌است.